# Leea nova-guineensis
 (septembre 2024).
Espèce
Leea nova-guineensis est une espèce de plante à  fleur de la famille des Vitaceae. Elle est communément appelée baie de bandicoot. Elle est originaire de certaines parties de la Malésie et de l'Océanie.

## Description
Le bandicoot est un arbuste à feuilles persistantes qui atteint généralement une hauteur d'environ 4 m, mais peut parfois être plus grand. C'est une plante à plusieurs tiges dont les grandes mesurent jusqu'à 1 m de long, tandis que les folioles mesurent jusqu'à 21 cm de long sur 9 cm de large. Les stipules sont assez grandes et peuvent atteindre 6 cm de long. Les inflorescences sont terminales ou en panicules opposées aux feuilles. Ils sont assez petits, environ 3 mm de long, avec cinq pétales verts ou crème. Les fruits sont des baies rouges, violettes ou noires pouvant atteindre 15 mm de diamètre.

## Répartition et habitat
Leea nova-guineensis pousse comme une plante de sous-bois dans la forêt tropicale à des altitudes allant du niveau de la mer à 400 m. Il est originaire des Petites îles de la Sonde, des Îles Maluku, de la Nouvelle-Guinée, de l'Archipel Bismark, des Îles Santa Cruz, des Iles Salomon, du Vanuatu, et des États du Territoire du Nord et du Queensland en Australie,,.
Les fruits sont rapportés comme étant consommés par les colombes à fruits Wompoos.

## Conservation
Cette espèce est classée par le Department of Environment and Science du Queensland comme Least-concern. En date du| 9 juillet 2023, elle n'a pas été évaluée par l'Union internationale pour la conservation de la nature (UICN).

## Systématique
Le nom correct complet (avec auteur) de ce taxon est Leea nova-guineensis Valeton.
Cette plante était à l'origine considérée comme faisant partie d'une population très répandue de Leea indica, mais en 1907, le botaniste néerlandais Theodoric Valeton a publié un article dans lequel les plantes de Malésie, d'Australie et du sud-ouest du Pacifique ont été renommées Leea nova-guineensis. Bien plus tard, en 2012, un article a été publié dans lequel cette espèce a reçu la nouvelle combinaison Leea novoguineensis
. qui est reconnue par les autorités australiennes,

## Galerie

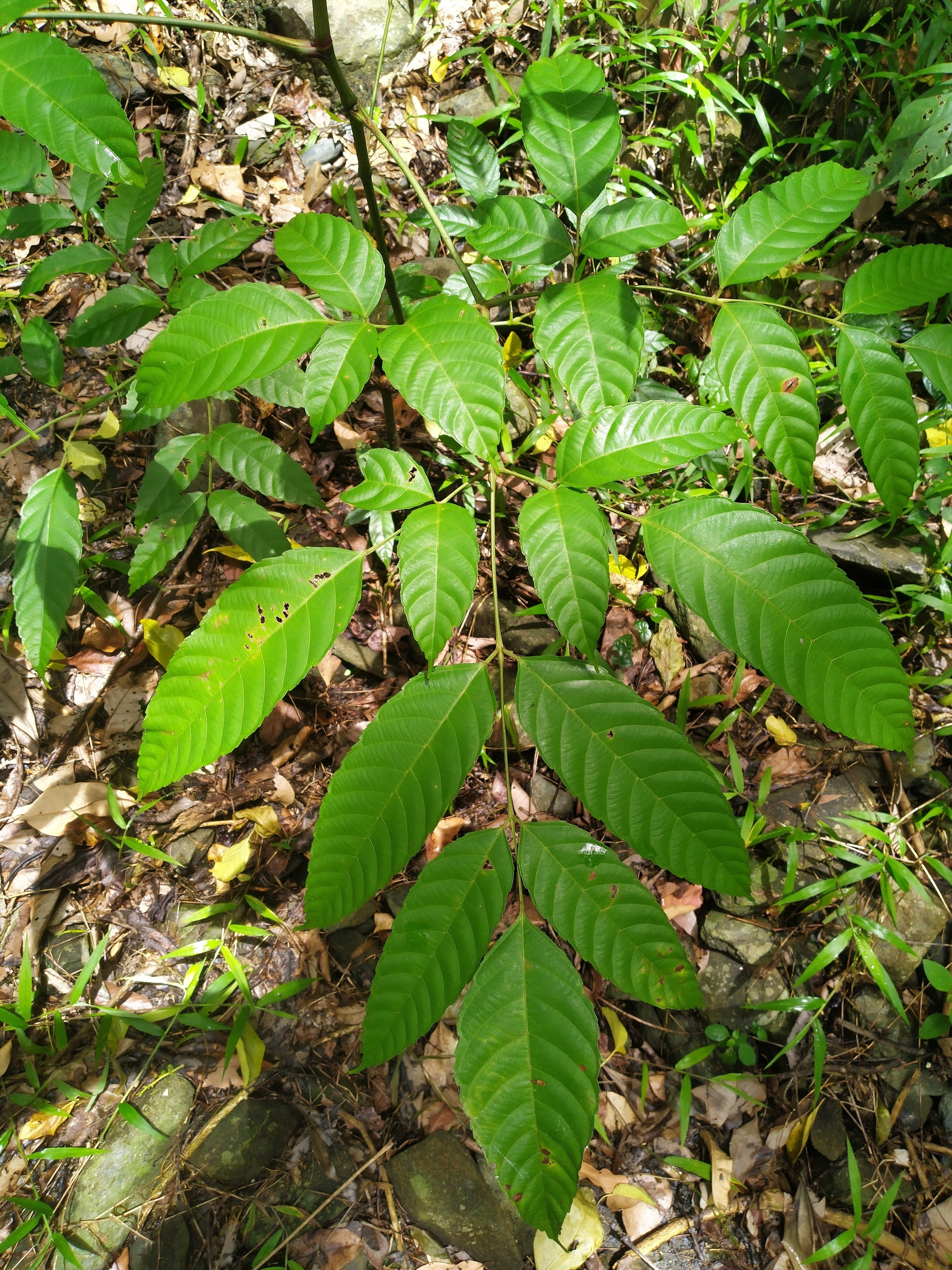
Feuille tripennée
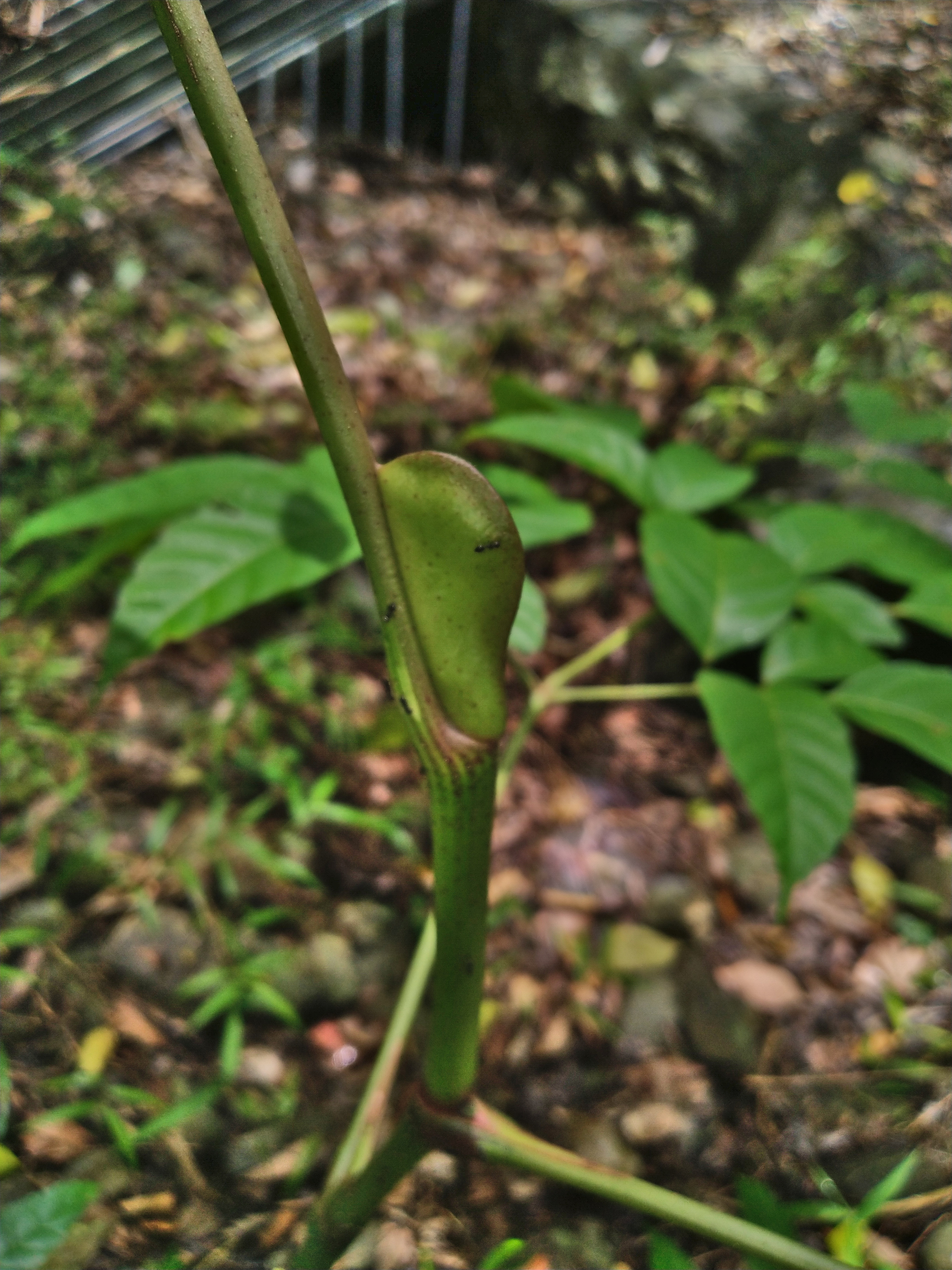
Stipule Large
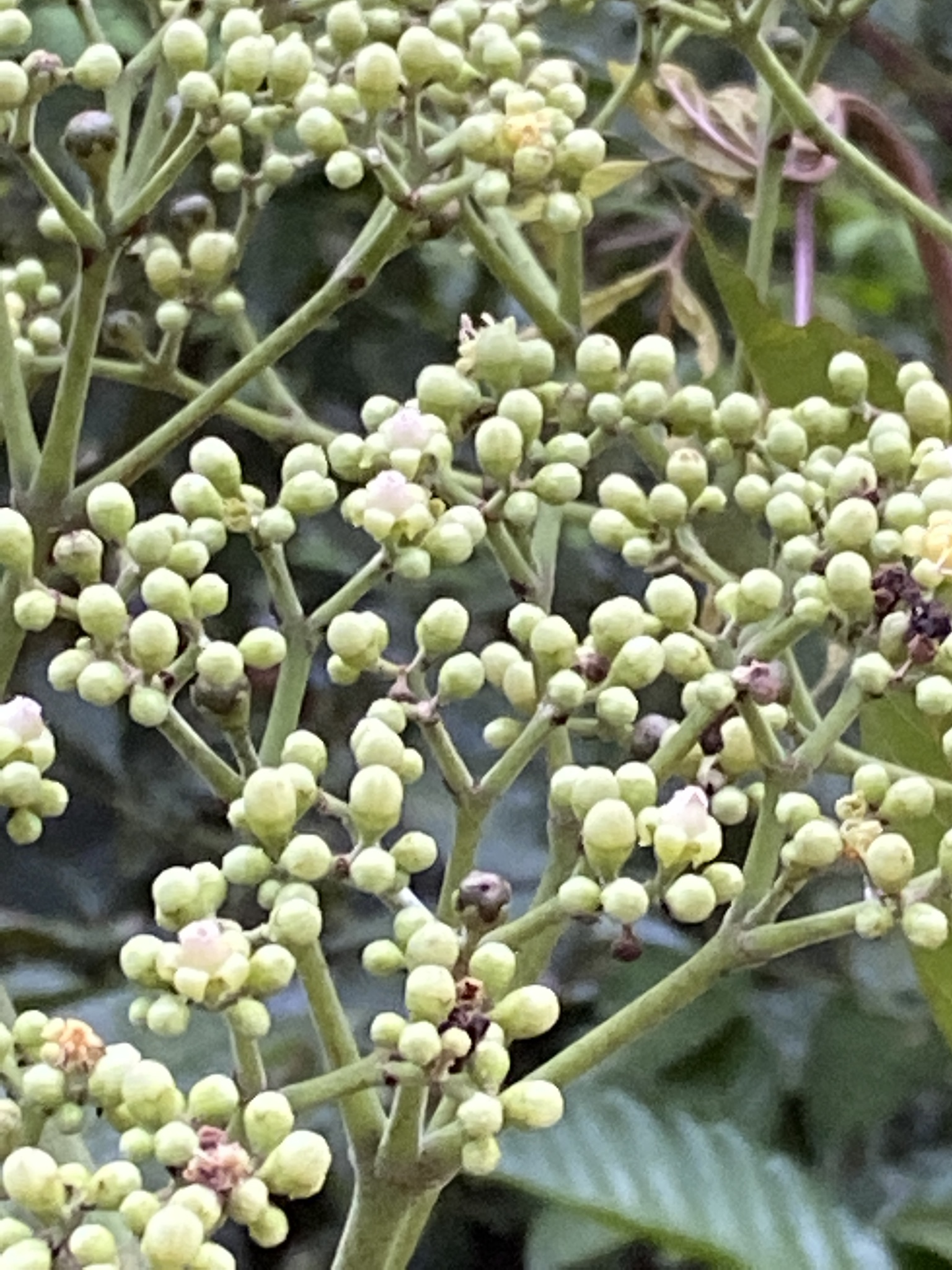
Inflorescence
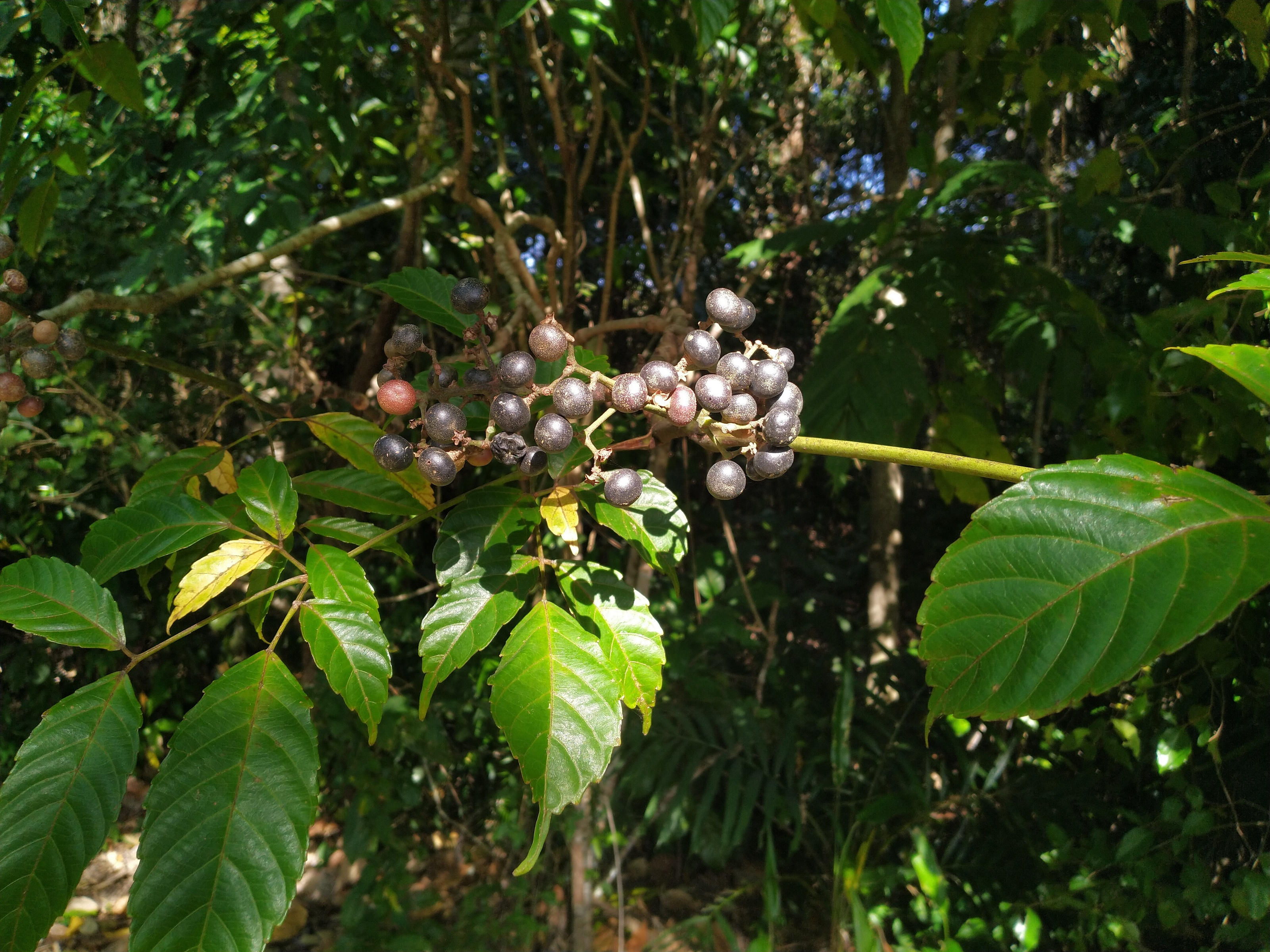
Fruits en cours de maturation
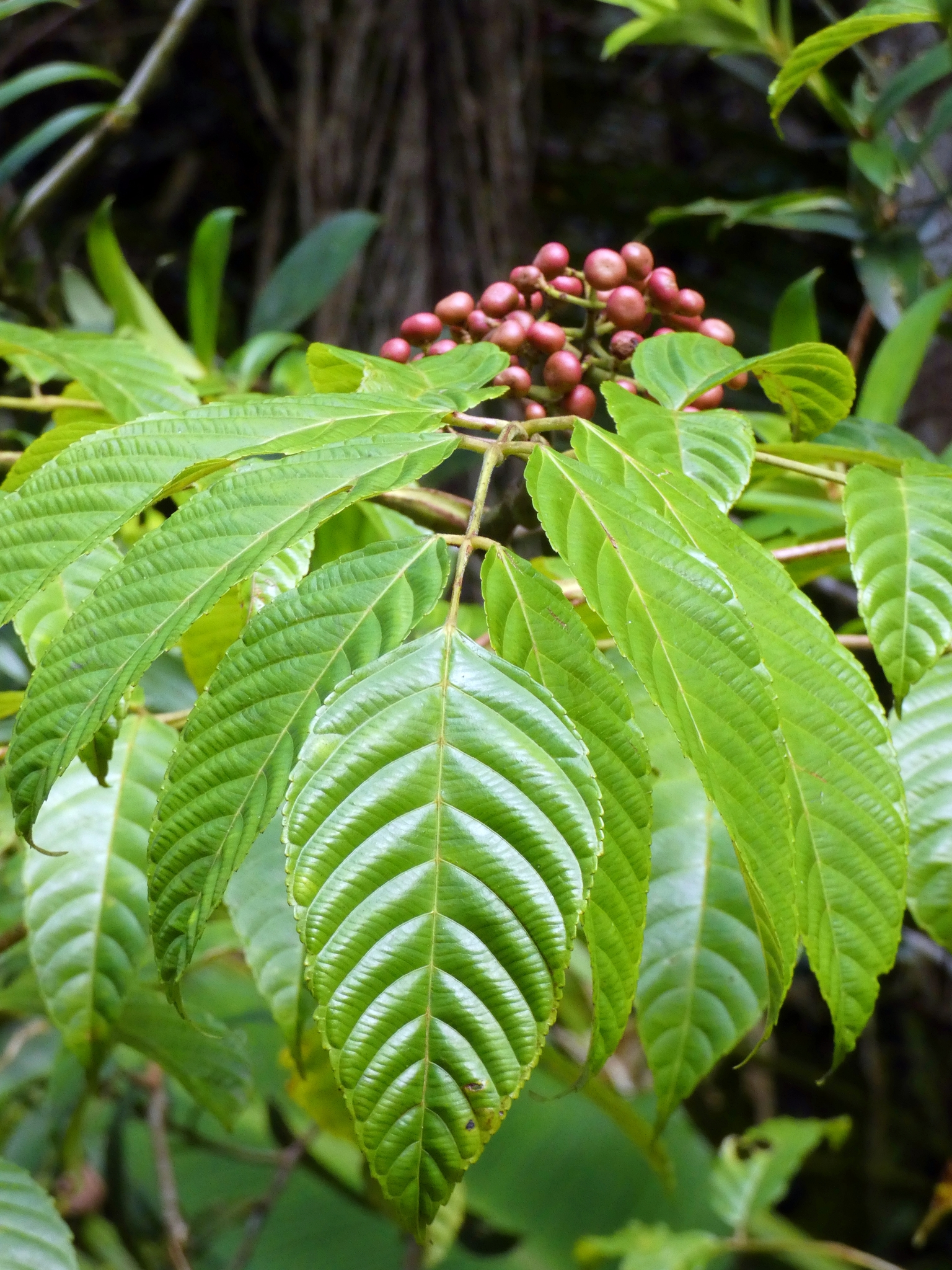
Fruits et feuillages
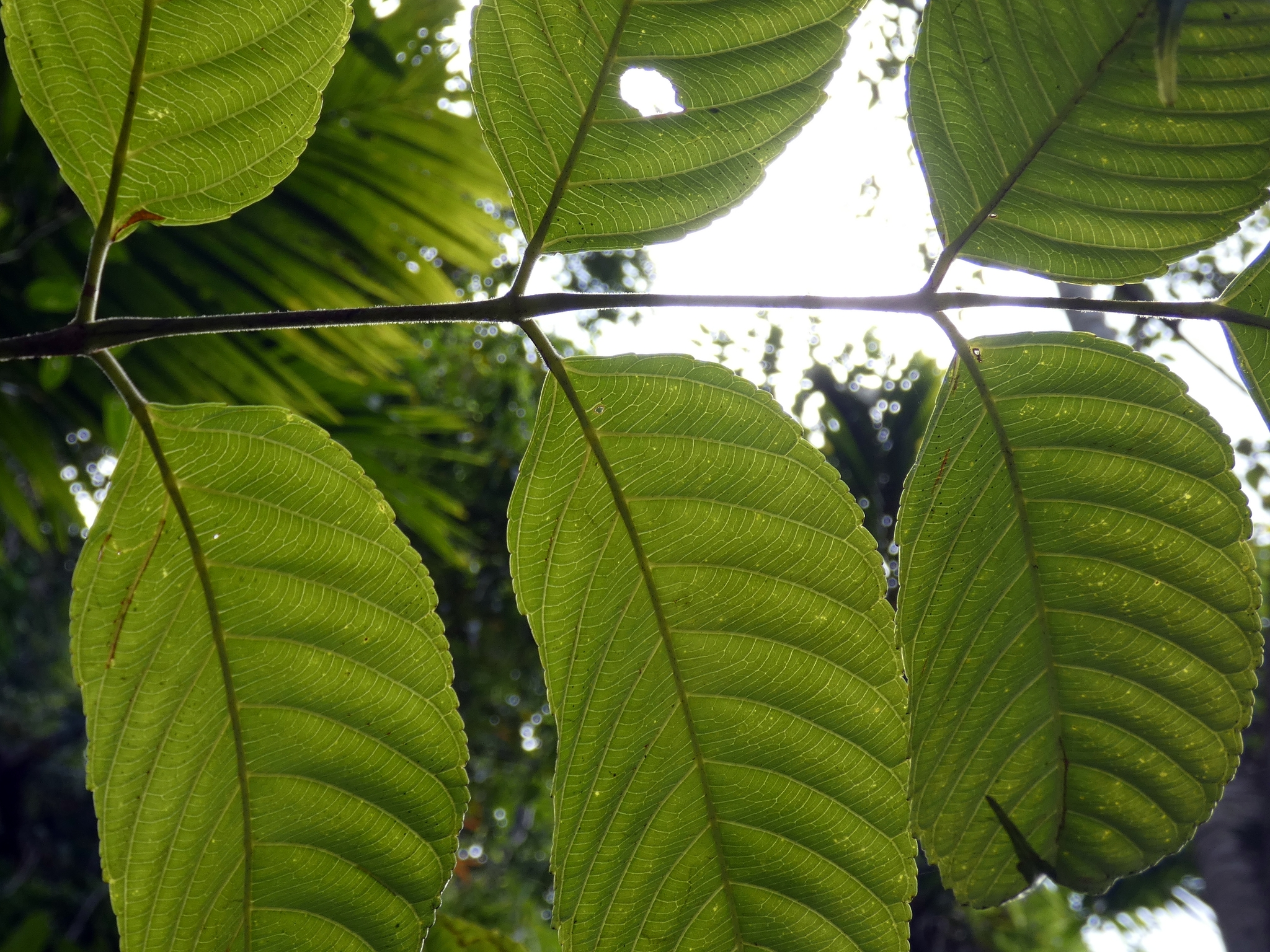
Nervures de feuilles